# Gillette (marca)
Gillette es una marca estadounidense de maquinillas de afeitar y otros productos de cuidado personal, incluidos suministros para el afeitado; propiedad de la multinacional Procter & Gamble. Su propietaria inicial fue la compañía The Gillette Company, fundada en 1901 por el empresario estadounidense King Camp Gillette, un fabricante de accesorios para afeitar con base en Boston (Massachusetts).
El 1 de octubre de 2005, The Gillette Company fue adquirida por Procter & Gamble por unos 57 mil millones de dólares. Como resultado de esta compra, Gillette Company deja de existir. Su último día de cotización de mercado (símbolo G de la Bolsa de Nueva York), fue el 30 de septiembre de 2005. La fusión creó la mayor empresa del mundo en el sector del cuidado personal y productos para el hogar. 
Antes de la fusión, Gillette había crecido hasta convertirse en un proveedor líder a nivel mundial de productos bajo una variedad de marcas. Además de Gillette, la compañía comercializa  Braun, Duracell y Oral-B, entre otros.
En julio de 2007, Gillette Mundial se disolvió y se incorporaron a Procter & Gamble otras dos divisiones principales, Procter & Gamble y Belleza de Procter & Gamble de Hogares.
Su análoga The Art of Shaving se dirige a un mercado más exclusivo que el de Gillette.

## Historia

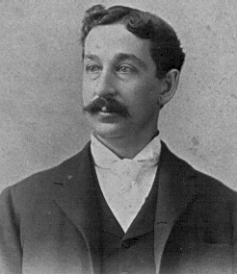
King Camp Gillette (1855-1932), fundador de la empresa.

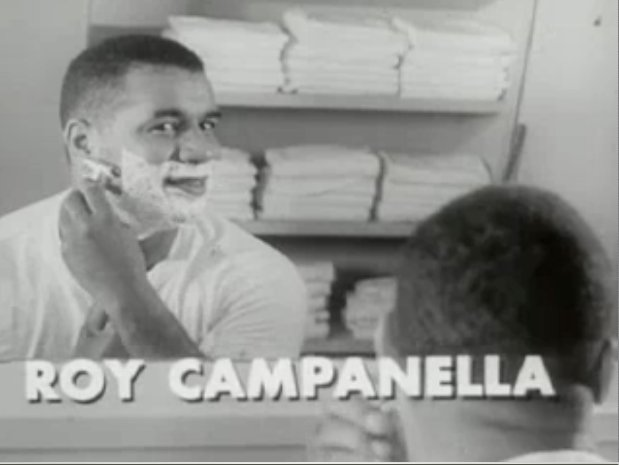
Roy Campanella en un comercial de Gillette de la década de 1950.

La historia de Gillette se remonta al siglo XIX. La empresa fue fundada en 1895 por King Camp Gillette.
King Gillette era un hombre viajero y constantemente exponía su rostro al peligro en el trepidante lavabo de un tren.
Gillette, mientras trabajaba para una empresa fabricante de tapones de botellas, tuvo la idea de fabricar un producto que fuera usado pocas veces y tuviera que ser desechado. Las navajas de afeitar de ese entonces eran caras y requerían afilado constante; una cuchilla de afeitar que se desechara al perder su filo se convertiría en una necesidad a la vez de ser un negocio muy lucrativo.
Las maquinillas que proporcionaban protección durante el afeitado ya se habían fabricado a mediados del siglo XIX, pero aún usaban una navaja forjada. La primera verdadera maquinilla de afeitar la inventaron los hermanos Kampfe en 1888. Esta maquinilla se caracterizaba por proteger la cuchilla del contacto excesivo con la piel. Sin embargo, sólo usaba una cuchilla que tenía que ser retirada para después afilarse. Gillette mejoró estos diseños e introdujo la nueva cuchilla de afeitar altamente lucrativa.
Para vender su producto, Gillette fundó la American Safety Razor Company el 28 de septiembre de 1901, que pasó a ser Gillette Safety Razor Company en julio de 1902. Estas antiguas maquinillas de afeitar usan una sola cuchilla desechable.
Durante la Primera Guerra Mundial, Gillette contrató con las Fuerzas Armadas de los Estados Unidos el suministro de maquinillas y hojas de la marca Gillette a cada hombre enlistado para ir a Europa. Al terminar la guerra, alrededor de unos 3,5 millones de maquinillas y 32 millones de cuchillas de afeitar fueron entregadas a militares jóvenes, haciéndolos cambiarse al afeitado con maquinillas Gillette.
Con el tiempo, la empresa se expandió sobre todo mediante la publicidad contratando a deportistas famosos como Pee Wee Reese y Roy Campanella para anunciar sus maquinillas. Gillette también diseñó muchas maquinillas entre las que se incluyen las ajustables; maquinillas cuya exposición de la cuchilla se puede ajustar al gusto del usuario.
A finales del siglo XX, Gillette introdujo las maquinillas de hoja múltiple anunciando que éstas proporcionan un afeitado más cerrado. A finales de la década de 1990 lanzó la Gillette Mach 3 que hasta la fecha, sea tal vez su maquinilla más exitosa y la más vendida en el mundo. De ahí, ha fabricado maquinillas vibratorias (mediante baterías) de 3 y de hasta 5 hojas, anunciando siempre con el mensaje: la mejor que ha existido.
El equipo Gillette actualmente está conformado por deportistas famosos como Alexis Sánchez, Roger Federer y Thierry Henry.
También ha sido patrocinante de eventos deportivos como Gillete World Sport Special, conocido en Latinoamérica como La Cabalgata Deportiva Gillette.
Para el 2020 Gillette se convierte en patrocinador del equipo colombiano América de Cali

## Serie de maquinillas

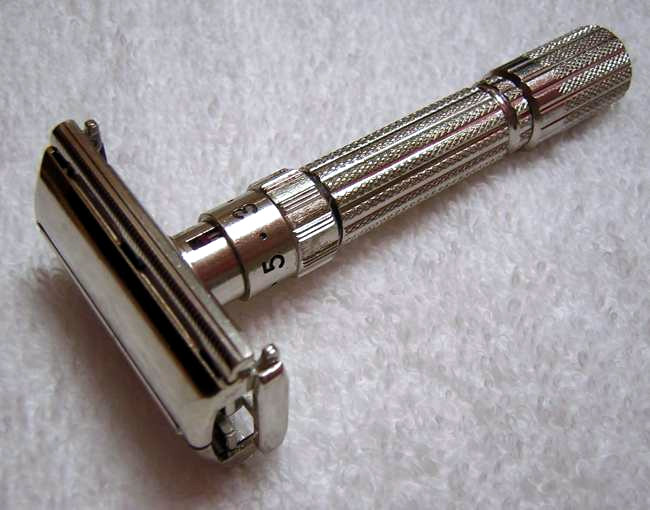
Gillette Adjustable Fatboy. Uno de sus modelos clásicos más populares.

A continuación se presenta una lista general de las maquinillas creadas por Gillette a través de los años:
- 1901: Safety Razor. Primera maquinilla de hojas desechables.
- 1914: Gillette Aristocrat
- 1919: Gillette New Improved - New Standard
- 1920: Gillete Old Type Ball End Handle
- 1930: Gillette NEW Deluxe Tuckaway
- 1930s: Gillette NEW Criterion
- 1930s: Gillette NEW Big Boy
- 1930s: Gillette NEW Belmont
- 1930s: Gillette NEW Bar Handle
- 1930s: Gillette NEW Ball Handle
- 1938: Gillette 15
- 1947: Gillette 40s Style Super Speed
- 1955: Gillette Red Tip Super Speed
- 1958: Gillete 195 Adjustable Fatboy
- 1965: Gillette Techmatic
- 1969: Gillette Super Adjustable
- 1971: Gillette Trac II: La primera maquinilla de dos hojas de Gillette. No tenía una cabeza móvil. Gillette lo anunció como un avance para el afeitado. Esta maquinilla se le conoció mundialmente como la G II o GII. Al tener dos hojas, hizo los repuestos más caros.
- 1976: Gillette Good News! (desechables): Gillette clonó el cabezal del Trac II y lo convirtió en una maquinilla desechable para hacerle competencia a las nuevas maquinillas desechables de Bic. En América Latina se le conoce con el nombre de Prestobarba.
- 1977: Gillette Atra: Fue la primera maquinilla con cabeza móvil. Fuera de Estados Unidos se le nombró Contour o Slalom.
- 1985: Gillette Atra Plus: Gillette le agrega una banda lubricante al cabezal de Gillette Atra, argumentando que mejoraría el afeitado.
- 1990: Gillette Sensor: Maquinilla con cabeza móvil y ahora con navajas montadas sobre resortes independientes permitiéndoles moverse verticalmente. Cuenta también con una banda lubricante.
- 1995: Sensor Excel: El mismo modelo de Gillette Sensor pero se le agregaron microtensores de hule que supuestamente estiran el pelo y lo preparan para ser cortado por las dos hojas.
- 1998: Gillette Mach 3: Tal vez su maquinilla más vendida hasta la fecha, se anuncia que sus tres hojas hacen tres pasadas en una. Mientras algunos compradores experimentan buenos excelentes resultados con este modelo, otros dependiendo de su tipo de piel sufren de mayor irritación al aumentar el número de hojas además de que se hizo el producto más caro.
- 2001: Gillette Mach 3 Turbo: Para la Mach 3 Turbo, Gillette simplemente agregó una capa anti-fricción a las hojas con el objetivo de mejorar el deslizamiento. La Mach 3 Turbo es también más cara en comparación con la Mach 3 original.
- 2004: Gillette Mach 3 Power: Se trata de una maquinilla con vibraciones mediante una batería AAA. Se anuncia argumentado que las vibraciones mejoran el deslizamiento de la navaja y se produce menos fricción. Como consecuencia de las vibraciones, su requerimiento de baterías también aumenta el precio final del mantenimiento del producto.
- 2005: Gillette Venus: Línea de maquinillas de afeitar dirigidas específicamente a la mujer.
- 2006: Gillette Fusion y Gillette Fusion Power: Se trata de una maquinilla de cinco hojas y se lanzó en versión manual o vibratoria. Los repuestos de cinco hojas son aún más caros que los de tres hojas.
- 2010: Gillette Fusion ProGlide y Gillette Fusion ProGlide Power: Hojas mejoradas que son más delgadas que las de Fusión. En versión manual o vibratoria.
- 2014: Gillette Fusion ProGlide FlexBall: Se trata de una maquinilla con cabezal oscilante para mover la cuchilla. En versión manual o vibratoria.
- 2015: Gillette Fusion ProShield: Maquinilla con lubricación antes y después de las hojas, que protege contra la irritación.
- 2018: Gillette Skinguard: Maquinilla para piel sensible. Protege la piel con una barra de protección.
- 2019: GilletteLabs: Se trata de un dispositivo de nueva generación con una innovadora banda térmica, que proporciona la sensación de una toalla caliente en cada pasada.

## Críticas
El deseo de introducir al mercado productos cada vez más caros, anunciado cada uno como el mejor que ha existido, ha llevado a Gillette a discutir legalmente en favor de sus productos. En 2005, una orden judicial levantada por parte de su competidor Schick-Wilkinson Sword fue concedida por la Corte del Distrito de Connecticut quien determinó que los anuncios de Gillette eran incorrectos y no corroborados y que las demostraciones en los comerciales de televisión de Gillette eran además exagerados y literalmente falsos.
Los precios cada vez más altos de sus productos han provocado que las ventas de sus maquinillas más nuevas (Fusion) no sean tan favorables como lo fueron las ventas de Mach 3, Sensor y anteriores.

### Polémica publicidad
Luego de que Gillette publicó un vídeo en YouTube donde trataba la "masculinidad tóxica", gran cantidad de usuarios se pusieron en contra porque decían que trataban al hombre de violento por naturaleza y que "algunos estaban cambiando", actualmente el vídeo tiene un 60 % de desaprobación entre los usuarios. El escritor y científico Gad Saad dijo: "Es innegable que todos los humanos siempre deben esforzarse para mejorar, para ser más amables, menos violentos, menos envidiosos, más cooperativo, etc. Sin embargo, las debilidades humanas no se limitan a un solo sexo.  Por favor, dejen de patologizar la 'enfermedad' de ser hombre."
Defendiendo la publicidad, David Taylor, el gerente general de P&G (la propietaria de Gillete), dijo: «El mundo sería un mejor sitio si de mi Junta Directiva para abajo tuviésemos un 50% de mujeres. Nuestras clientes son mujeres más del 50%»  The Wall Street Journal destacó que la Junta Directiva de P&G tiene más del doble de hombres que de mujeres.

## Otros productos
Gillette ha expandido su mercado y ya no sólo fabrica maquinillas de afeitar sino cremas para afeitar, desodorantes, aftershaves y en algunos países perfumes, y también ha introducido productos dedicados al cuidado femenino como la afeitadora Venus.

## Situación en Japón
A pesar de ser la marca de afeitado más exitosa en el mundo, esto no es así en Japón donde Schick-Wilkinson Sword siempre ha sido la número 1 con cerca del 70% de las ventas totales de maquinillas de afeitar en ese país. Esto se debe en gran parte a que los anuncios comerciales de Gillette en Japón durante mucho tiempo mostraban hombres occidentales anunciando sus productos mientras que Schick se anunciaba con luchadores profesionales japoneses. En los últimos años, esto ha forzado a Gillette a contratar deportistas japoneses para sus comerciales de televisión.